# Jock Clear
Jock Clear (ur. 12 września 1963 w Portsmouth, Hampshire) – brytyjski inżynier.

## Życiorys
Jock Clear ukończył studia na Wydziale Mechanicznym uniwersytetu Heriot-Watt University w 1987 roku, jesienią otrzymał tytuł licencjata inżynierii. Krótko pracował w przemyśle stoczniowym. Pomagał jego znajomemu wystawić bolid Formuły 1 w wydarzeniach historycznych, co spowodowało u niego zainteresowanie wyścigami samochodowymi.
W 1988 roku rozpoczął pracę w zespole Formuły 1 Larrousse, a pod koniec toku rozpoczął pacę w Lola Cars. W 1989 roku został szefem projektów kompozytowych w Benettonie. Następnie był starszym projektantem w Leyton House i Lotusie. W 1994 roku został inżynierem wyścigowym Johnny’ego Herberta w Lotusie. W tym samym roku zastępując Johna Russella został inżynierem wyścigowym Davida Coultharda, a następnie Jacques’a Villeneuve’a w Williamsie, wraz z którym Clear pod koniec 1998 roku przeniósł się do British American Racing.
Był inżynierem wyścigowym Takumy Satō (2004–2005), Rubensa Barrichello (2006–2009) i Nico Rosberga.
22 listopada 2007 roku otrzymał tytuł Doktora inżynierii od uniwersytetu Heriot-Watt University.
W sierpniu 2011 roku został inżynierem do spraw osiągów Michaela Schumachera, w którym pracował przez dwa lata.
W 2014 roku był inżynierem do spraw osiągów Lewisa Hamiltona, po czym zakończył pracę w Mercedesie.
22 grudnia został zatrudniony w zespole Ferrari, gdzie zastąpił Pata Fry’a.

## Życie prywatne
W młodości pasją Jocka Cleara była gra rugby, w którą grał na szkockich uniwersytetach zanim otrzymał tytuł licencjata inżynierii jesienią 1987 roku.